# بطاقة عمل
تشبه بطاقة العمل بطاقة الهوية، وتهدف إلى التعريف بأن الشخص قد منح عملاً أو أنه مؤهل لأدعاء عمل في مهنة معينة. بطاقة العمل ليست تأشيرة، على الرغم من أنها قد تستخدم مع تأشيرة العمل أو بطاقة الإقامة أو مع وثائق أخرى.
تستخدم بطاقات العمل عادة في الدول التي تعاني من معدلات بطالة مرتفعة للمصادقة على أن الشخص يلبي بعض المتطلبات القانونية (كأن يكون رب أسرة أو يعيل أطفالاً)، ما يؤهله الحصول على عمل.
كما تستخدم بطاقات العمل في بعض قطاعات العمل، كقطاع الإنشاءات (حيث يتطلب الأمر تدريباً والحصول على مهارات السلامة المهنية)
تستخدم بطاقات العمل في بعض هيئات التوظيف لإتاحة المجال للمسؤولين الحكوميين تتبع أرقام العمال في مجال معين كما في الدعارة. يتطلب الأمر أحياناً التجديد المتكرر لبطاقات العمل لضمان أن العمال يخضعون للفحوص الطبية الدورية أو لجمع معلومات عن ظروف العمل
زاد استخدام بطاقات العمل في الاتحاد الأوروبي للتحقق من مواطنة الأفراد في الدول التي يعملون فيها وأنواع العمل التي ينخرطون فيها. على سبيل المثال مواطنو الدول ذات العضوية المؤقتة في الاتحاد الأوروبي يجب أن يحصلوا على بطاقة عمل من الاتحاد الأوروبي وبطاقة عمل من الدولة التي يرغبون في العمل فيها.